# Aison
Aison (italià Aisone) és un municipi italià, situat a la regió del Piemont. L'any 2007 tenia 261 habitants. Està situat a la Val d'Estura, dins de les Valls Occitanes. Limita amb els municipis de Demonte, Valdieri i Vinadio.

## Administració
| Període | Identitat          | Partit        |
| ------- | ------------------ | ------------- |
| 2004-   | Giovanni Degioanni | Llista cívica |

## Galeria d'imatges

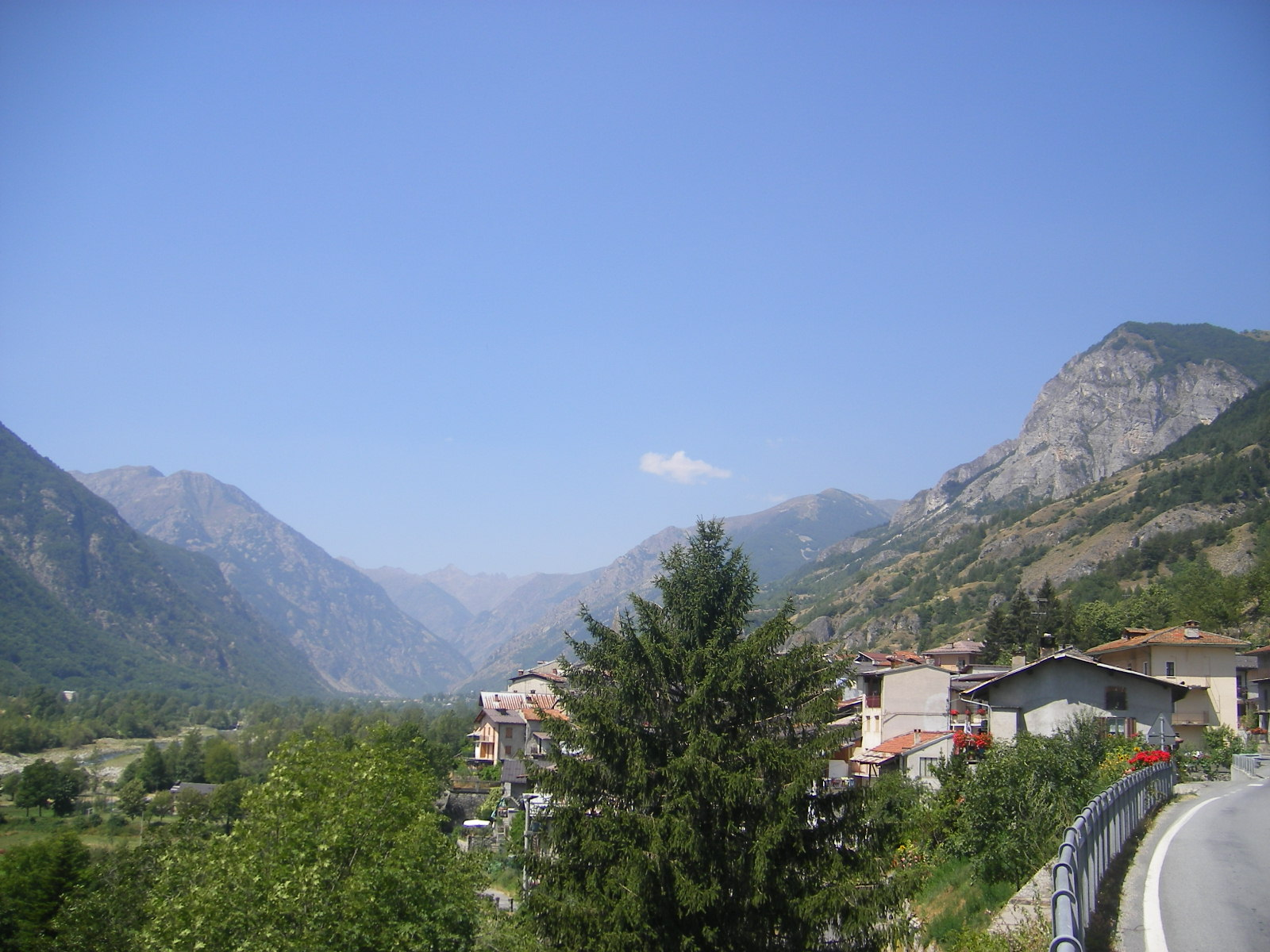
El territori.
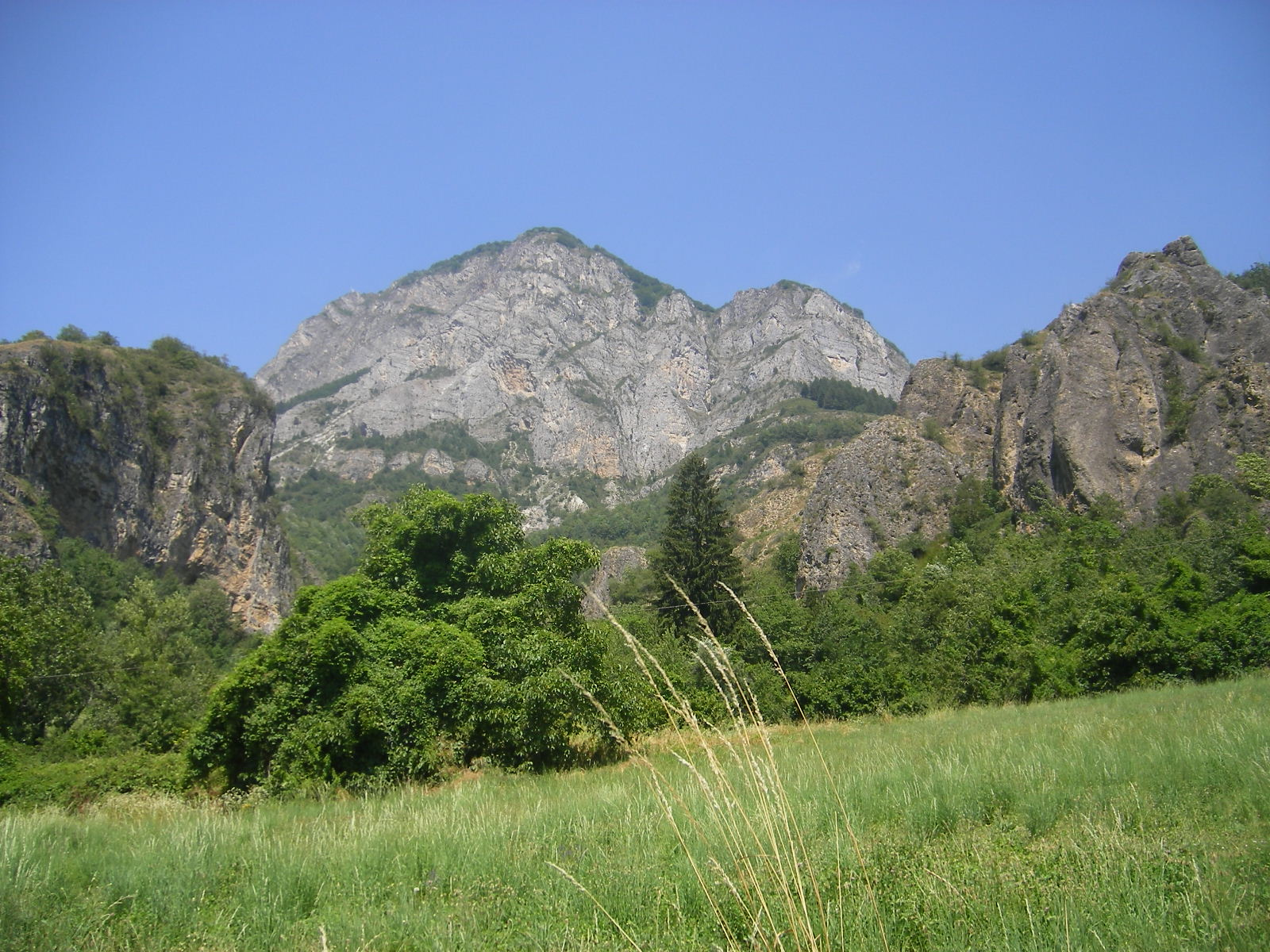
Panorama d'Aisone.